# Henry St. George Tucker senior

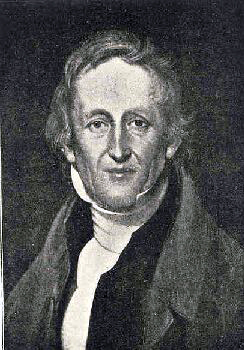
Henry St. George Tucker

Henry St. George Tucker, Sr. (* 29. Dezember 1780 in Williamsburg, Virginia; † 28. August 1848 in Winchester, Virginia) war ein US-amerikanischer Politiker und Jurist. Zwischen 1815 und 1819 vertrat er den Bundesstaat Virginia im US-Repräsentantenhaus.

## Leben
Henry Tucker entstammte einer bekannten Juristen- und Politikerfamilie. Sein Vater St. George Tucker (1752–1827) war unter anderem Juraprofessor am College of William & Mary und Bundesrichter für Virginia. Sein Sohn John (1823–1897) war auch Jurist und Kongressabgeordneter. Sein Enkel Henry St. George Tucker III (1853–1932) vertrat ebenfalls den Staat Virginia im US-Repräsentantenhaus. Sein Cousin George Tucker (1775–1861) und sein Neffe Thomas Tudor Tucker (1745–1828) waren ebenfalls Kongressabgeordnete, wobei letzterer  dort den Staat South Carolina vertrat.
Tucker erhielt eine akademische Schulausbildung und studierte danach bis 1798 am College of William & Mary. Nach einem anschließenden Jurastudium bei seinem Vater und seiner 1801 erfolgten Zulassung als Rechtsanwalt begann er in Winchester in diesem Beruf zu arbeiten. Während des Britisch-Amerikanischen Krieges war er Hauptmann in einer Kavallerieeinheit. Politisch schloss er sich der Demokratisch-Republikanischen Partei an. Bei den Kongresswahlen des Jahres 1814 wurde er im dritten Wahlbezirk von Virginia in das US-Repräsentantenhaus in Washington, D.C. gewählt, wo er am 4. März 1815 die Nachfolge von John Smith antrat. Nach einer Wiederwahl konnte er bis zum 3. März 1819 zwei Legislaturperioden im Kongress absolvieren. Bis 1817 war er Vorsitzender des Ausschusses zur Verwaltung des Bundesbezirks District of Columbia. Danach leitete er den Ausschuss zur Kontrolle der Ausgaben für öffentliche Gebäude. Im Jahr 1818 verzichtete er auf eine weitere Kandidatur.
Zwischen 1819 und 1823 gehörte Tucker dem Senat von Virginia an. Von 1824 bis 1831 war er Kanzler im vierten Gerichtsbezirk seines Staates. Außerdem betrieb er eine private Juraschule. In den Jahren 1831 bis 1841 war er Richter und Leiter des Obersten Gerichtshofs von Virginia. Anschließend lehrte er bis 1845 an der University of Virginia in Charlottesville Rechtswissenschaften. In dieser Zeit entwarf er die Eidesformel, den alle Studenten ablegen mussten. Dabei mussten sie schwören, ihre Prüfungen ohne fremde Hilfe bzw. Hilfsmittel abgelegt zu haben. Diese Formel wurde in abgewandelter Form von vielen amerikanischen Universitäten übernommen und wird teilweise bis heute benutzt. Henry Tucker verfasste auch einige juristische Abhandlungen über das Naturrecht und die Verfassung der Vereinigten Staaten. Er starb am 28. August 1848 in Winchester.